# Championnat du Turkménistan de football 2021
Navigation
Saison 2020 Saison 2022
La saison 2021 du Championnat du Turkménistan de football est la vingt-neuvième édition de la première division au Turkménistan. La compétition rassemble les huit meilleurs clubs du pays qui sont regroupés au sein d'une poule unique et s'affrontent deux fois, à domicile et à l'extérieur. Il n'y a ni promotion, ni relégation en fin de saison.
Le FK Altyn Asyr remporte pour la huitième fois de suite le championnat.

## Les clubs participants
- FK Altyn Asyr
- Nebitçi FT
- Merw Mary
- Şagadam Türkmenbaşy
- FK Ahal Änew
- Köpetdag Achgabat
- FK Achgabat
- Energetik Mary

## Qualifications continentales
Le champion se qualifie pour la phase de poules de la Ligue des champions de l'AFC 2022, le vice-champion et le vainqueur de la Coupe du Turkménistan se qualifient pour la phase de poules de la Coupe de l'AFC 2022.
Cependant les qualifications dépendent des licences obtenus par les clubs :
- éligible pour la Ligue des Champions
  - FK Ahal Änew
- éligible pour la Coupe de l'AFC
  - FK Altyn Asyr
  - FK Ahal Änew
  - Köpetdag Achgabat
  - Merw Mary

## Compétition
Le barème de points servant à établir le classement se décompose ainsi :
- Victoire : 3 points
- Match nul : 1 point
- Défaite : 0 point

### Classement
| Rang | Équipe                | Pts | J  | G  | N | P  | Bp | Bc | Diff |
| ---- | --------------------- | --- | -- | -- | - | -- | -- | -- | ---- |
| 1    | FK Altyn Asyr T       | 34  | 14 | 11 | 1 | 2  | 28 | 15 | +13  |
| 2    | FK Ahal Änew          | 29  | 14 | 8  | 5 | 1  | 25 | 11 | +14  |
| 3    | Şagadam Türkmenbaşy C | 21  | 14 | 6  | 3 | 5  | 23 | 20 | +3   |
| 4    | Köpetdag Achgabat     | 21  | 14 | 5  | 6 | 3  | 22 | 18 | +4   |
| 5    | Merw Mary             | 17  | 14 | 4  | 5 | 5  | 23 | 21 | +2   |
| 6    | FK Achgabat           | 13  | 14 | 3  | 4 | 7  | 19 | 24 | -5   |
| 7    | Nebitçi FT            | 13  | 14 | 3  | 4 | 7  | 8  | 15 | -7   |
| 8    | Energetik Mary        | 5   | 14 | 1  | 2 | 11 | 9  | 33 | -24  |

|  | Qualification pour les phases de groupe de la Ligue des champions de l'AFC 2022 |
|  | Qualification pour les phases de groupe de la Coupe de l'AFC 2022               |
|  | T : Tenant du titre C : Vainqueur de la Coupe du Turkménistan                   |

- Le champion, FK Altyn Asyr, n'ayant pas de licence pour disputer la Ligue des champions est reversé en Coupe de l'AFC, le vice-champion, FK Ahal Änew étant le seul club à avoir la licence, il prend la place en Ligue des champions[2].
- La finale de la Coupe du Turkménistan oppose FK Ahal Änew à Şagadam Türkmenbaşy, le premier club est déjà qualifié pour la Ligue des Champions, le deuxième club n'a pas de licence AFC, donc le club suivant du classement prend la place en Coupe de l'AFC, Köpetdag Achgabat  (4e).

## Bilan de la saison
| Championnat du Turkménistan de football 2021 |                          |
| Champion                                     | FK Altyn Asyr (8e titre) |
| Coupes et trophées                           |                          |
| Vainqueur de la Coupe du Turkménistan 2021   | Şagadam FK               |
| Qualifications continentales                 |                          |
| Ligue des champions de l'AFC 2022            | FK Ahal Änew             |
| Coupe de l'AFC 2022                          | FK Altyn Asyr            |
| Coupe de l'AFC 2022                          | Köpetdag Achgabat        |
| Promotions et relégations                    |                          |
| Promus en Yokary Liga                        | Aucun                    |
| Relégués en Birinji Ligasy                   | Aucun                    |